# Meobra
Meobra (en asturiano y oficialmente: Miobra) es un lugar que pertenece a la parroquia de Biedes en el concejo de Las Regueras (Principado de Asturias). Se encuentra a 158 m s. n. m. y está situada a 3,50 km de la capital del concejo, Santullano.

## Población
En 2020 contaba con una población de 18 habitantes (INE 2020) repartidos en un total de 8 viviendas.